# Koen Naert
Koen Naert (Roeselare, 3 settembre 1989) è un maratoneta e mezzofondista belga, medaglia d'oro nella maratona ai campionati europei di Berlino 2018. Ha rappresentato il Belgio ai Giochi olimpici di Rio de Janeiro 2016 concludendo la gara al 22º posto.

## Palmarès
| Anno | Manifestazione   | Sede           | Evento        | Risultato | Prestazione | Note                                     |
| ---- | ---------------- | -------------- | ------------- | --------- | ----------- | ---------------------------------------- |
| 2009 | Europei under 23 | Kaunas         | 10000 m piani | 7º        | 31'00"73    |                                          |
| 2011 | Europei under 23 | Ostrava        | 10000 m piani | 6º        | 29'18"73    |                                          |
| 2012 | Europei          | Helsinki       | 10000 m piani | 11º       | 29'02"08    |                                          |
| 2014 | Europei          | Zurigo         | 10000 m piani | 11º       | 29'04"87    |                                          |
| 2016 | Giochi olimpici  | Rio de Janeiro | Maratona      | 22º       | 2h14'53"    |                                          |
| 2018 | Europei          | Berlino        | Maratona      | Oro       | 2h09'51"    | Record dei campionati                    |
| 2021 | Giochi olimpici  | Tokyo          | Maratona      | 10º       | 2h12'13"    | Miglior prestazione personale stagionale |
| 2022 | Europei          | Monaco         | Maratona      | 8º        | 2h11'28"    | Miglior prestazione personale stagionale |
| 2024 | Giochi olimpici  | Parigi         | Maratona      | 61º       | 2h16'33"    | Miglior prestazione personale stagionale |

## Campionati nazionali
2008
- Oro ai campionati belgi di corsa campestre - 20'18"

2009
- 10º ai campionati belgi di corsa campestre (cross corto) - 9'13"

2010
- 9º ai campionati belgi, 5000 m piani - 14'21"97
- 11º ai campionati belgi di corsa campestre - 31'16"

2011
- Bronzo ai campionati belgi, 5000 m piani - 14'12"90
- Oro ai campionati belgi, 10000 m piani - 29'15"92
- 9º ai campionati belgi di corsa campestre - 30'02"

2012
- 5º ai campionati belgi di corsa campestre - 31'16"

2013
- Argento ai campionati belgi di corsa campestre - 32'03"

2014
- Argento ai campionati belgi, 5000 m piani - 14'00"50
- 4º ai campionati belgi di corsa campestre - 32'28"

2015
- Oro ai campionati belgi, 5000 m piani - 14'16"55
- Argento ai campionati belgi di corsa campestre - 33'20"

2016
- Oro ai campionati belgi, 5000 m piani - 14'05'27"

2017
- Oro ai campionati belgi di mezza maratona - 1h06'10"
- Oro ai campionati belgi di 10 km su strada - 29'28"

2019
- Oro ai campionati belgi di 10 km su strada - 29'20"

2024
- Bronzo ai campionati belgi di mezza maratona - 1h01'34"

## Altre competizioni internazionali
2011
- 15º alla CrossCup de Hannut ( Hannut) - 34'53"

2012
- 16º alla CrossCup de Hannut ( Hannut) - 33'39"

2013
- 11º alla CrossCup de Hannut ( Hannut) - 31'37"

2014
- 9º alla CrossCup de Hannut ( Hannut) - 27'56"

2015
- 7º alla Maratona di Berlino ( Berlino) - 2h10'31"
- 13º alla Maratona di Amburgo ( Amburgo) - 2h13'39"
- 14º alla City-Pier-City Loop ( L'Aia) - 1h04'15"
- 18º alla Zevenheuvelenloop ( Nimega), 15 km - 47'06"

2016
- 8º alla Maratona di Francoforte ( Francoforte sul Meno) - 2h12'27"
- Bronzo alla Birmingham Great Half Marathon ( Birmingham) - 1h04'24"
- 13º alla Dam tot Damloop ( Zaandam), 10 miglia - 48'51"
- 16º alla CrossCup de Hannut ( Hannut) - 30'24"

2017
- 8º alla Maratona di New York ( New York) - 2h13'21"
- 10º alla Maratona di Rotterdam ( Rotterdam) - 2h10'16"
- Oro alla 20 km di Alphen aan den Rijn ( Alphen aan den Rijn) - 1h01'07"

2018
- 6º alla Zevenheuvelenloop ( Nimega), 15 km - 43'59"
- 9º alla Parelloop ( Brunssum) - 29'12"

2019
- 7º alla Maratona di Rotterdam ( Rotterdam) - 2h07'39"
- 17º alla Maratona di Fukuoka ( Fukuoka) - 2h15'51"

2021
- 18º alla Maratona di Valencia ( Valencia) - 2h08'41"

2022
- 11º alla Zevenheuvelenloop ( Nimega), 15 km - 43'37"

2023
- 5º alla Maratona di New York ( New York) - 2h10'25"
- 6º alla Maratona di Rotterdam ( Rotterdam) - 2h06'56"

2025
- 9º alla Maratona di Siviglia ( Siviglia) - 2h07'18"

## Riconoscimenti
- Gouden Spike (2018)